# Новый Загоров
Новый Загоров (укр. Новий Загорів) — село в Локачинской поселковой общине Владимирского района Волынской области Украины.
До 2020 года входило в Локачинский район.
Код КОАТУУ — 0722485202. Население по переписи 2001 года составляет 529 человек. Почтовый индекс — 45535. Телефонный код — 3374. Занимает площадь 2,635 км².

## История
8-12 сентября 1943 года здесь был бой между воинскими подразделениями Германии и Украинской повстанческой армией.